# Boliánok
A boliánok vagy bóliaiak a Star Trek-univerzumban szereplő földönkívüli faj, a Bolarus IX-ről származnak. A Föderáció tagjai. Könnyű őket felismerni a kék vagy kékesszürke színükről, és a kopasz fejük közepén végigfutó gerincről.

## Nemek
A faj férfi tagja kopaszok, de a nők hasonló hajat növesztenek, mint az emberek. Sok bolián szolgál a Csillagflottában; Rixx kapitány a flotta egyik leghíresebb tisztje, és 2364-ben részt vett a Csillagflottát megszálló idegen paraziták elpusztításában. A Wolf 359 csata idején a USS Saratoga taktikai tisztje egy bolián volt. Vadosia nagykövet, egy fontos bolián diplomata 2369-ben látogatta meg a Deep Space Nine-t.De az Enterprise-D-n az egyik epizódban egy bóliai volt fodrásza Picard kapitánynak. 